# Морено, Роберто (футбольный судья)
Роберто Морено Саласар (исп. Roberto Moreno Salazar; род. 3 апреля 1970, Колон) — панамский футбольный арбитр. В основном судит футбольные матчи Северной и Центральной Америки.
В 2008 году был главным судьёй матча Летних Олимпийских играх 2008 между сборной Сербии и Кот-д’Ивуара. Входил в расширенный список кандидатов арбитров на Чемпионат мира 2010, но в итоговый список не попал.